# Contea di Ngaanyatjarraku
La contea di Ngaanyatjarraku è una delle nove local government areas che si trovano nella regione di Goldfields-Esperance, in Australia Occidentale. Essa si estende su di una superficie di circa 159.948 chilometri quadrati ed ha una popolazione di 1.708 abitanti.
Questa contea venne creata il 1º luglio 1993 suddividendo in due parti la contea di Wiluna, in seguito ad una decisione della Local Government Boundaries Commission presa l'anno precedente. La maggior parte della popolazione è formata da aborigeni australiani, in particolare di etnia Ngaanyatjarra.